# Исмаилова, Светлана Тимуровна
Светла́на Тиму́ровна Исмаи́лова (род. 13 октября 1969, Ташкент) — российский издатель, просветитель, главный редактор книжных серий «Большая детская энциклопедия», «Большая школьная энциклопедия», «Детский музей» (издательство «Русское энциклопедическое товарищество», 1999—2008 годы) и других. Главный редактор «Энциклопедии для детей» (издательство «Аванта+», 1993—1996 годы).

## Биография
Правнучка Исмаила Гаспринского. Выпускница филфака Ташкентского университета.

### Общественно-политическая деятельность
В 1988—1991 годах С. Т. Исмаилова принимала активное участие в деятельности Ташкентской организации Демократического Союза. Неоднократно участвовала в несанкционированных пикетах, демонстрациях, голодовках. После одного из задержаний была доставлена на «беседу» с главой Компартии и правительства Узбекистана Исламом Каримовым (в 1990—2016 годах — президент Узбекистана).
В 1989 году стала автором обращения Ташкентского ДС «Хлопок-89. Кампания гражданского неповиновения», в котором, в частности, говорилось: «Сограждане! Грядёт очередная хлопковая мобилизация. Сотни тысяч горожан будут принуждены оставить работу и учёбу и минимум на месяц переселиться из своих квартир в бетонные бараки, чтобы в жару и грязь, при плохом питании и почти без оплаты, на полях, пропитанных ядохимикатами, „собрать для Родины четыре миллиона“… Студенты! Пора из самой бесправной рабсилы стать самой радикальной частью общества и показать пример организованного неповиновения. Преподаватели! Недостойно интеллигента быть надсмотрщиком на плантации рабовладельца!.. Нет — хлопковому рабству!».
Распространение данного обращения привело в 1989 году к результату, которого добивались его авторы, Светлана Исмаилова, Людмила Петрановская, Виктор Зенков, — беспрецедентному срыву мобилизации на уборку хлопка среди студентов Ташкентского университета и Политехнического института. После этого последовала реакция властей — против С. Т. Исмаиловой было возбуждено уголовное дело по статье Уголовного кодекса Узбекистана, аналогичной статье 70 УК РСФСР, она была объявлена во всесоюзный розыск. Активист Ташкентского ДС Владимир Малов был арестован и осуждён к лишению свободы по обвинению в терроризме, по его делу проходила и С. Т. Исмаилова.
Участвовала в съездах ДС — II (Рига, январь 1989 года) и IV (Киев, май 1990 года). Редактировала «Информационный листок ДС» (Узбекистан, Ташкент, 1988—1990 годы, вышло 27 выпусков). В 1988—1991 годах являлась также сотрудником редакции газеты ДС «Свободное слово» (Москва), в 1991—1992 годах работала в качестве старшего редактора и автора в информационно-правозащитном бюллетене «Гласность» под редакцией Сергея Григорьянца, а также в общественно-политической газете «Амфитеатр», где было опубликовано, в частности, её интервью с Сергеем Кургиняном.
В 1992 году С. Исмаилова отошла от активной общественно-политической деятельности, так как занялась просветительскими издательскими проектами.

### Главный редактор серии «Энциклопедия для детей»
В 1992—1996 годах С. Т. Исмаилова совместно с Марией Аксёновой и Георгием Храмовым организовала создание многотомной серии «Энциклопедия для детей» издательства «Аванта+». C. Исмаилова возглавляла редакцию «Аванты+» с сентября 1992 по 1996 год.
Энциклопедия была революционным изданием для России 90-х: в то время издательства решались только на публикацию переводных, либо переиздание старых энциклопедий. Однако руководители «Аванты+» были намерены создать совершенно новую энциклопедию, которая включила в себя последние научные разработки, в увлекательной, простой для понимания форме представила самую современную научную информацию. Авторами томов являлись ведущие учёные и преподаватели университетов и академий России и СНГ. Книги были красочно иллюстрированы и выделялись высоким полиграфическим качеством (печатались в медиаконцерне Bertelsmann и других известных западноевропейских типографиях). В качестве главного редактора и автора-составителя во всех томах, выпущенных в 1993—1996 годах, была обозначена С. Т. Исмаилова :
- том 1 «Всемирная история» (первое издание);
- том 2 «Биология» (первое издание);
- том 3 «География» (первое издание);
- том 4 «Геология» (первое издание);
- том 5 часть 1 «История России. От древних славян до Петра Великого» (первое издание);
- том 5 часть 3 «История России. XX век» (первое издание);
- том 6 часть 1 «Религии мира» (первое издание).

Также в период, когда Исмаилова занимала должность главного редактора, редакцией был частично подготовлен том 6 часть 2 «Религии мира» и том 7 часть 1 «Искусство». Каждый из первых 6 томов серии выходил суммарным тиражом (включая первые издания под редакцией С. Т. Исмаиловой и последующие переиздания) около 1 млн экземпляров. Министерство образования России рекомендовало все тома серии «Энциклопедия для детей» в качестве пособия для дополнительного чтения.
Как отмечал журнал «Итоги», «в отличие от своих торопливых конкурентов, заваливших прилавки перепечатками иностранных познавательных книжек с картинками (типа „Динозавры“, „Корабли“, „Греки“), „Аванта+“ начала дорогостоящий и долговременный проект — издание многотомной „Энциклопедии для детей“ со статьями ведущих отечественных специалистов. Автором проекта, составителем и главным редактором серии и даже одно время генеральным директором издательства была Светлана Исмаилова. После того, как „Энциклопедия для детей“ была одобрена Министерством образования и рекомендована в качестве дополнительной литературы к школьной программе, популярность издания резко выросла, увеличились тиражи, а соответственно, и прибыли».

#### Цитата
«Сначала собралось трое друзей и решили делать глобальный проект. Я пришла в „Аванту+“, когда она занималась выпуском брошюр вроде „Гадания по глазам“, „Гадания по именам“ и предложила конкретный проект большой многотомной детской энциклопедии. Сразу должна оговориться, что нельзя не отдать должное Егору Храмову — в тот момент никто другой не решился бы на такой глобальный проект. В него не верили ни книгоиздатели, ни учёные из Академии наук, которые в своё время были связаны с выпуском такого рода изданий. А мы сделали первую энциклопедию в рекордный срок — за пять месяцев. Это были абсолютно новые тексты, новые рисунки — всё новое. Храмов брал кредиты. Я занималась разработкой концепции всей серии, составлением и непосредственной редакционной работой. Идея была моя. Потом, как оказалось, эта книга приобрела очень большой успех и стала супербестселлером. Серия приобрела очень большую популярность». (1998 год)

### Первый в России арест по авторскому делу
В январе 1996 года С. Т. Исмаилова прекратила сотрудничество с издательством «Аванта+» и основала издательство «Русская энциклопедия», начавшее выпуск новой серии «Энциклопедия для детей и юношества». Первый том серии «История искусства» вышел в 1997 году. Однако издательство «Аванта+» обратилось в прокуратуру г. Москвы с заявлением, в котором утверждало, что в книге используются принадлежащие ему тексты, подготовленные редакцией в период, когда С. Т. Исмаилова занимала должность главного редактора в издательстве. По утверждению генерального директора «Аванты+» Георгия Храмова, тем самым С. Т. Исмаилова нанесла его издательству ущерб в размере 5 миллиардов рублей, позднее эта сумма была увеличена до 8 миллиардов.
7 апреля 1997 года против С. Т. Исмаиловой было возбуждено уголовное дело по ст. 146 ч. 2 УК РФ («нарушение авторского права»), тираж «Истории искусства» арестован.
По информации журнала «Эксперт», Исмаилова «давала показания по этому делу в качестве свидетеля и от следствия скрыться даже не пыталась. Тем не менее 7 сентября 1997 года она была объявлена в розыск „в связи с невозможностью установить её местонахождение“. По утверждению С. Т. Исмаиловой, она в этот период регулярно ходила на работу и проживала у себя дома».
10 марта 1998 года С. Т. Исмаилова была арестована с санкции прокуратуры г. Москвы, когда явилась в качестве свидетеля на заседание Симоновского суда г. Москвы. "Впервые в нашей стране под арест взяли человека, обвиняемого по статье «нарушение авторских прав», — отмечала газета «Московский комсомолец». «В России подобного ещё не случалось», — писала «Общая газета». «Случай этот просто не имеет равных за всё время существования законодательства по авторскому праву в России», — утверждало «Книжное обозрение».
Адвокатом по делу С. Т. Исмаиловой выступал Анатолий Кучерена, позднее подробно изложивший ход дела в своей книге «Бал беззакония. Диагноз адвоката» (М., 1999 г.) и статьях в прессе.
19 марта 1998 года письмо от имени Русского ПЕН-центра в защиту Светланы Исмаиловой направили генеральному прокурору России Юрию Скуратову писатели Андрей Битов, Андрей Вознесенский, Аркадий Ваксберг, Фазиль Искандер, Аркадий Арканов, Юнна Мориц, Лев Тимофеев, Александр Ткаченко. В нём говорилось: «Русский ПЕН-центр чрезвычайно обеспокоен тем, что в результате претензий по авторским правам издательства „Аванта+“ к издательству „Русская энциклопедия“ подвергнута и находится в СИЗО главный редактор „Русской энциклопедии“ С. Т. Исмаилова. Мы хотим обратить Ваше внимание на совершенно недопустимые методы работы по этому делу следственных органов, которые арестовали Исмаилову… Мы требуем немедленного освобождения Исмаиловой из-под стражи». В защиту С. Исмаиловой выступил также президент Фонда защиты гласности Алексей Симонов. Пресса отмечала высокий уровень юридической защиты С. Т. Исмаиловой: «Светлана Исмаилова — человек состоятельный, у неё есть средства для продолжительной обороны. Её права защищает модный адвокат Анатолий Кучерена, среди клиентов которого и Никита Михалков, и Иосиф Кобзон. Он уже развернул в прессе кампанию в поддержку своей клиентки. В мае к нему присоединился со своими связями и безудержным напором главный адвокат ЛДПР Николай Чинаев».
В качестве общественного защитника С. Исмаиловой в уголовном деле участвовал известный правозащитник Кирилл Подрабинек. После тюрьмы и вплоть до закрытия уголовного дела Мосгорпрокуратура обязала Исмаилову три дня в неделю приходить в прокуратура для допросов. Она всегда являлась туда вместе с К. Подрабинеком, который, будучи прекрасным знатоком УК и УПК, осуществлял её правовую и гражданскую защиту.
В защиту С. Т. Исмаиловой выступили учредители издательства «Вагриус», в том числе заместитель министра Российской Федерации по делам печати Владимир Григорьев и Глеб Успенский, заявивший: «Когда в начале прошлого (1997) года ко мне пришла Светлана Исмаилова, которую я знал тогда только по её книгам, и поведала мне всю эту печальную историю, я взялся урегулировать отношения… Я сам принимал участие в создании закона об авторском праве, его лоббировании. Но когда по закону, который я же и разрабатывал, по первому делу вдруг сажают в тюрьму человека, который ни в чём вообще не виноват, — с этим надо что-то делать!».
Дело С. Т. Исмаиловой широко освещалось прессой. Статьи в поддержку ареста С. Т. Исмаиловой были напечатаны, в частности, в «Вечерней Москве», «Новой газете», «Сегодня», «Комсомольской правде», «Новых известиях». Публикации с критикой действий следствия появились в «Независимой газете», «Курантах», «Книжном обозрении», «Российских вестях», журналах «Итоги», "Компьютерра, «Эксперт» и других. Уголовное дело освещалось также в газете «Коммерсантъ-Daily» и других изданиях. По данным газеты Коммерсантъ, «адвокат Исмаиловой Анатолий Кучерена засыпал все возможные инстанции жалобами и ходатайствами, добился встречи с генпрокурором России Юрием Скуратовым, и 2 июня Исмаилову выпустили на свободу». Накануне, в мае 1998 года, Арбитражный суд города Москвы вынес решение в пользу С. Исмаиловой.
В июне 1998 года С. Т. Исмаилова была освобождена из-под стражи из следственного изолятора № 6 г. Москвы («Печатники»), ведшая её дело следователь Мосгорпрокуратуры по особо важным делам Элеонора Витолс отстранена от ведения дела. В интервью газете «Коммерсантъ-Daily» сразу после выхода из СИЗО Исмаилова заявила: «Я приобрела здесь богатый опыт. Сокамерницы относились ко мне хорошо, у меня была отдельная кровать около окна и своё место за столом».
В 1999 году уголовное дело против С. Т. Исмаиловой было прекращено следствием на досудебной стадии в порядке применения акта амнистии.

### Главный редактор «Русского энциклопедического товарищества»
С 1999 по 2008 год Светлана Исмаилова — руководитель и главный редактор издательства «Русское энциклопедическое товарищество» («РЭТ»). Издательство специализировалось на энциклопедической и справочной литературе. В «РЭТ» С. Исмаиловой были подготовлены и выпущены в свет книжные серии «Большая детская энциклопедия», «Малая детская энциклопедия», «Большая школьная энциклопедия», «Детский музей», серия энциклопедических справочников и другие.
Книги издательства «РЭТ», подготовленные к печати С. Т. Исмаиловой:
в серии «Большая детская энциклопедия»:
- «Вселенная» (1999 год);
- «Химия» (2000 год);
- «Искусство» (2001 год);
- «География» (2002 год);
- «Биология» (2003 год);
- в серии «Малая детская энциклопедия» — «Вселенная», «Химия», «Искусство», «География», «Биология»;
- в серии справочных изданий — «Полный энциклопедический справочник», «Большой энциклопедический справочник», «Полный энциклопедический справочник школьника» (в 2 томах), «Энциклопедический справочник. Современные лекарства», «Краткий энциклопедический справочник», «Энциклопедический справочник народной медицины», «Энциклопедический справочник медицины и здоровья», «Энциклопедический справочник. Персональный компьютер», «Энциклопедический справочник. Ваш домашний доктор», «Практический справочник по православию» (2008 год), «Большая школьная энциклопедия» (в 2 томах), «Домашняя химия. Химия в быту и на каждый день» и др. Обозначением «РЭТ» для серии энциклопедических справочников являлось изображение «Совы» на обложке.

Наряду с коммерческими, «РЭТ» осуществил и ряд социальных проектов, не рассчитанных на получение прибыли. К числу книг и книжных серий, продававшихся издательством по себестоимости, относятся:
- серия «Детский музей» — более 25 книг (в том числе «Репин», «Верещагин», «Врубель», «Васнецов», «Левитан», «Кранах», «Шпицвег», «Босх», «Рембрандт», «Дюрер», «Рубенс», «Брейгель», «Живопись Северной Европы» и др.).
- учебно-познавательные книги для детей дошкольного возраста серии «Готовимся к школе»: «Математика в картинках», «Грамматика в картинках», «Английский язык в картинках», «Азбука в картинках» и др.
- справочники «Уход за больными дома» (посвящённый вопросам ухода за пожилыми людьми, не могущими вставать с постели, и детьми, страдающими онкозаболеваниями); «Энциклопедический справочник. Здоровье детей». Совместно с фирмой Bayer «РЭТ» для этих справочников были разработаны схемы создания из подручных средств (без покупки дорогостоящей техники) мебели и технических средств, необходимых при уходе за лежачими больными (столиков, туалетов для самостоятельного пользования больными, ходунков, игрушек для онкобольных детей и т. д.).

Также под руководством Светланы Исмаиловой в издательстве «РЭТ» были подготовлены и выпущены в свет книги выдающегося востоковеда и историка искусства Татьяны Викторовны Сергеевой «Будда, или Легенда о Разбуженном принце» (2002 год) и «Монгольская икона. Очерк на фоне истории» (2007 год).